# B.J. Armstrong
Benjamin Roy Armstrong Jr. (ur. 9 września 1967 w Detroit) – amerykański koszykarz, który grał na pozycji rozgrywającego, trzykrotny mistrz NBA z drużyną Chicago Bulls.
Trafił do Chicago w 1989, bezpośrednio po ukończeniu University of Iowa, gdzie występował w uczelnianej drużynie Iowa Hawkeyes, wybrany przez klub w pierwszej rundzie draftu. Początkowo dubler Johna Paxsona, z czasem stał się podstawowym rozgrywającym drużyny. W 1995 trafił do nowo powstałej drużyny Toronto Raptors jako numer 1. w uzupełniającym drafcie. Natychmiast wymieniony do Golden State Warriors spędził tam 2 sezony. Potem grał w Charlotte Hornets i Orlando Magic. Na ostatni rok kariery zawodniczej, w 1999, trafił ponownie do Chicago.
Tutaj też rozpoczął pracę po zakończeniu kariery. W latach 2000–2005 pracował najpierw jako asystent generalnego menedżera, a następnie jako skaut.

## Osiągnięcia
Na podstawie, o ile nie zaznaczono inaczej.

### NCAA
- Uczestnik rozgrywek:
  - Elite 8 turnieju NCAA (1987)
  - Sweet 16 turnieju NCAA (1987, 1988)
  - turnieju NCAA (1986–1989)
- Drużyna Iowa Hawkeyes zastrzegła należący do niego numer 10

### NBA
- 3-krotny mistrz NBA (1991–1993)[5]
- Uczestnik meczu gwiazd NBA (1994)[6]
- Lider:
  - sezonu regularnego w skuteczności rzutów za 3 punkty (1993)[7]
  - play-off w skuteczności rzutów za 3 punkty (1994)[8]
- 2–krotny uczestnik konkursu rzutów za trzy punkty organizowanego przy okazji NBA All-Star Weekend (1993, 1994)[9]

### Reprezentacja
- Wicemistrz uniwersjady (1987)[10]